# Escolho

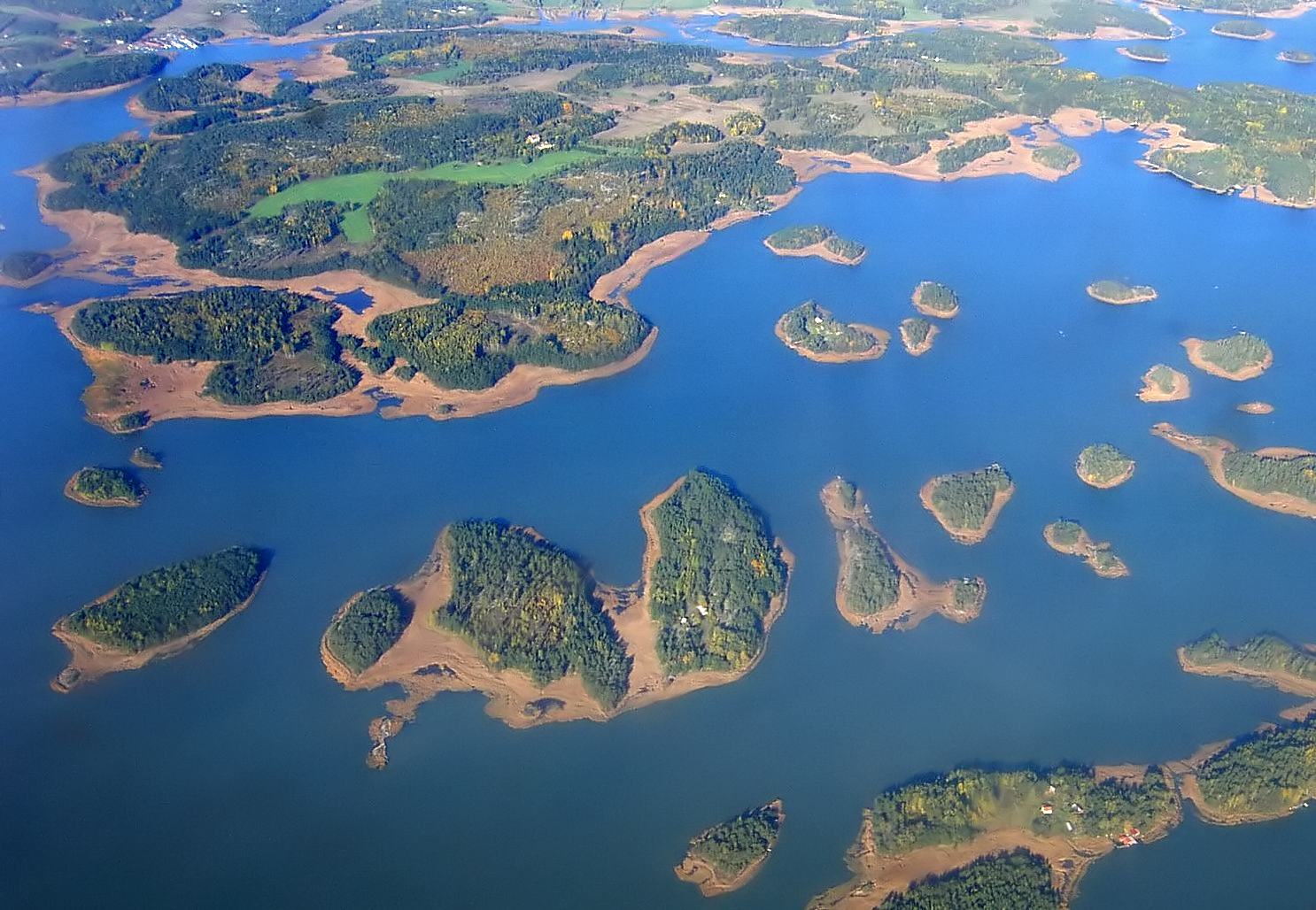
Escolhos em Naantali, Finlândia

Um escolho, em navegação marítima, é um topo de rochedo, à flor da água ou um arrecife. Geralmente não apresenta vegetação e tem superfície considerada demasiado pequena para que alguém possa habitar, o que o diferencia de uma ilhota.
O termo vem do latim scopulus, através do italiano scoglio («obstáculo» ou «impedimento», em português).

## Galeria

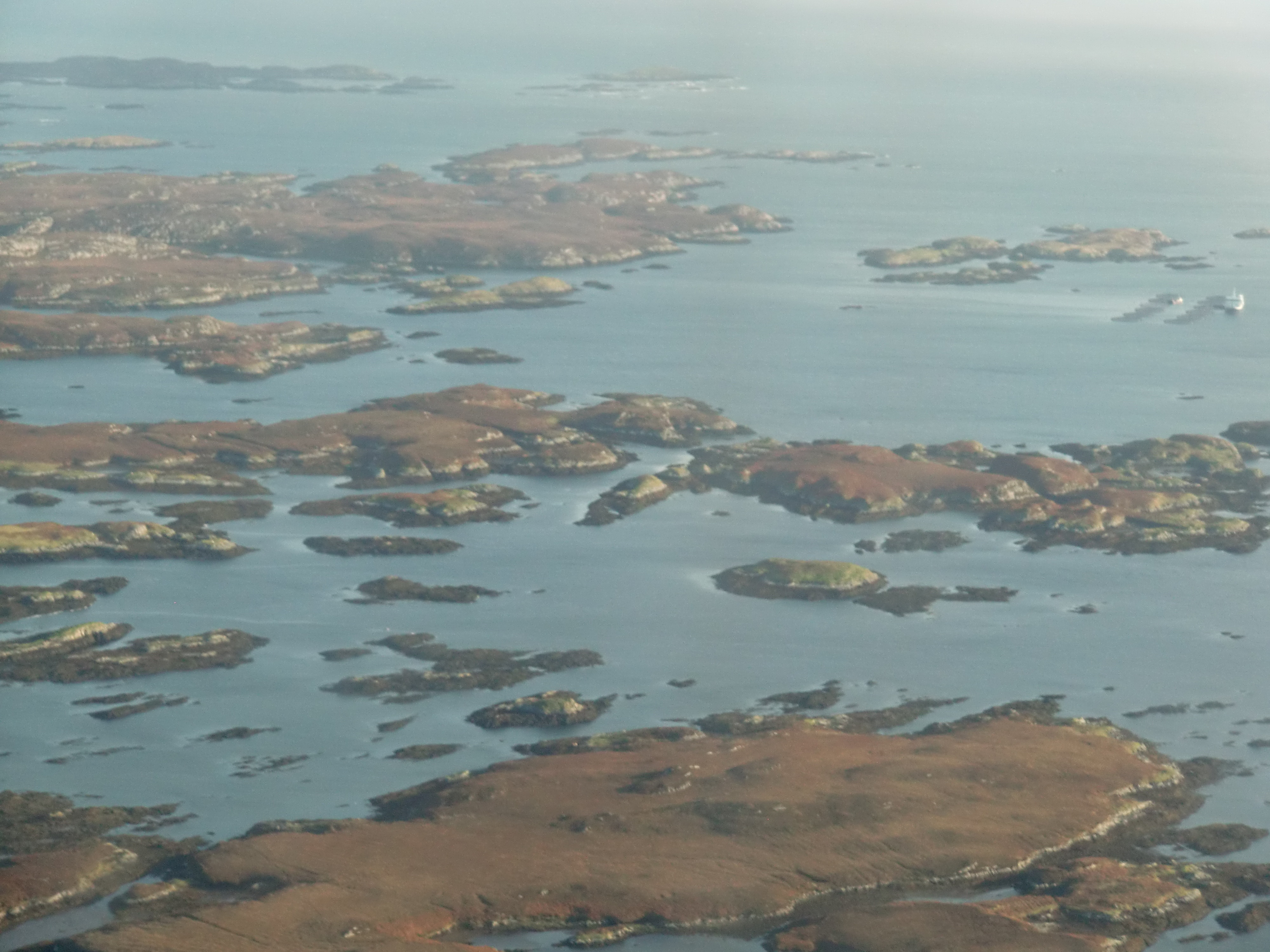
Escolhos na região de Loch Uisgebhagh, leste de Benbecula, Escócia.
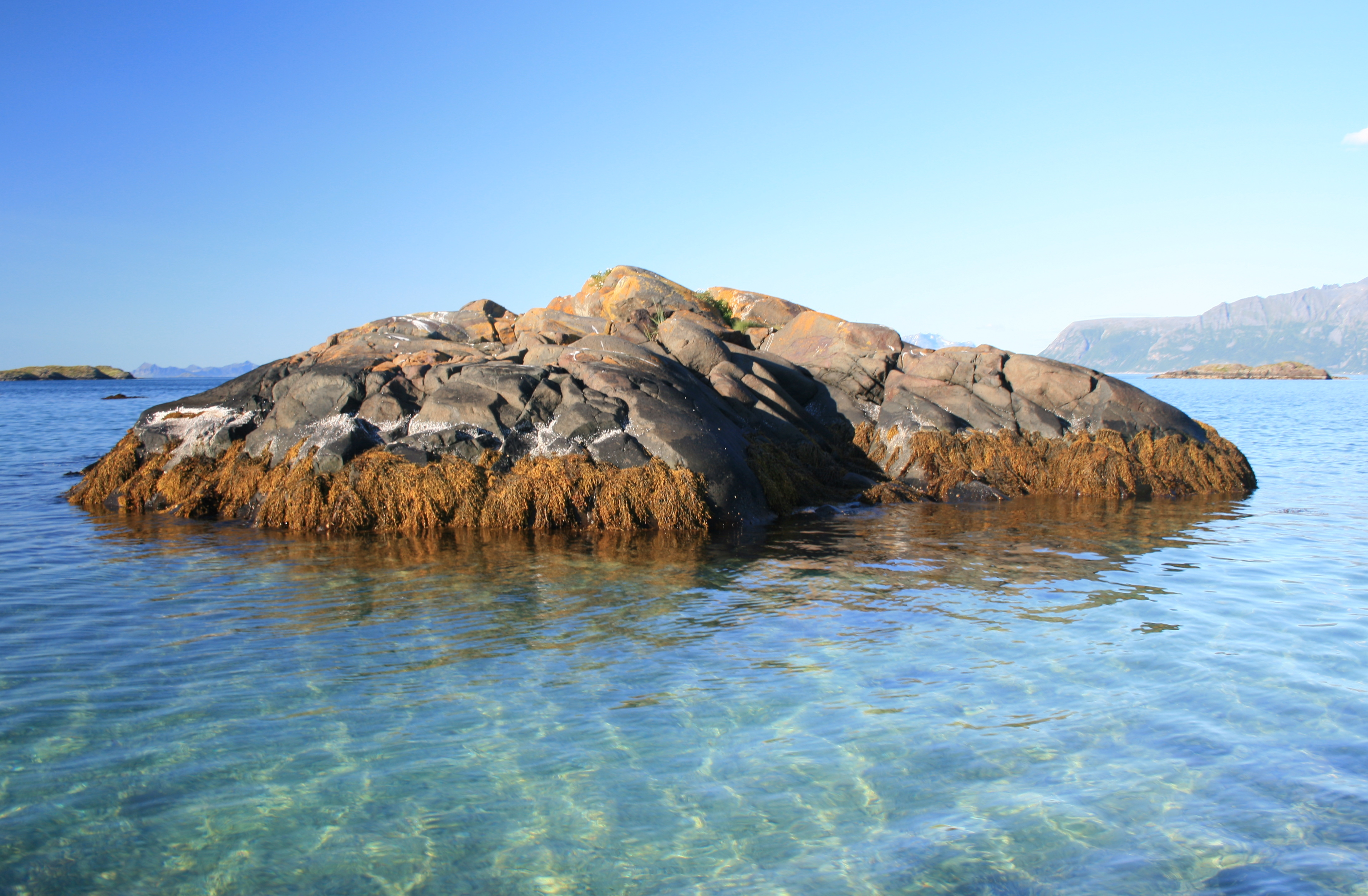
Escolho na municipalidade de Harstad, Noruega
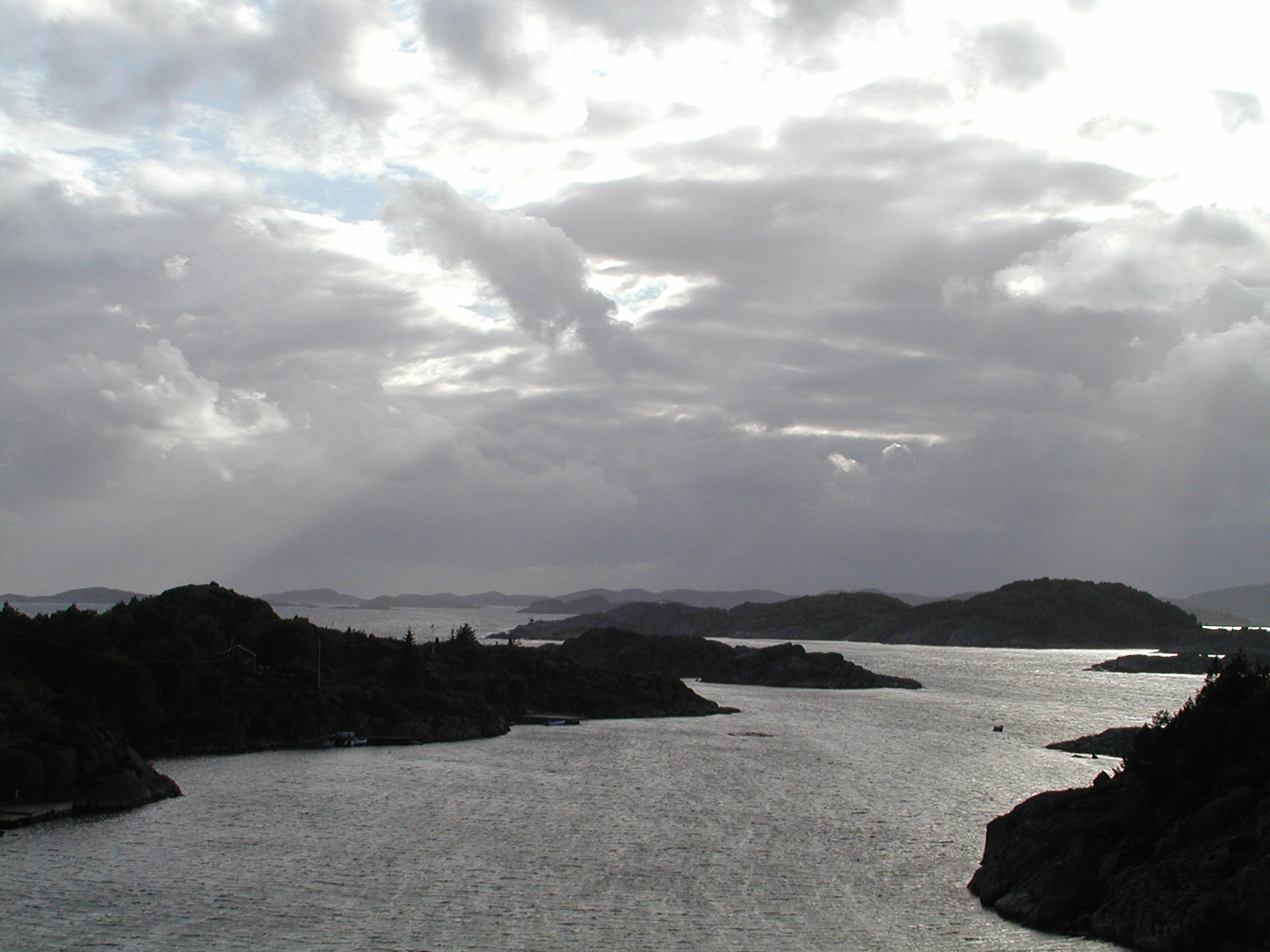
Escolhos no mar da Noruega
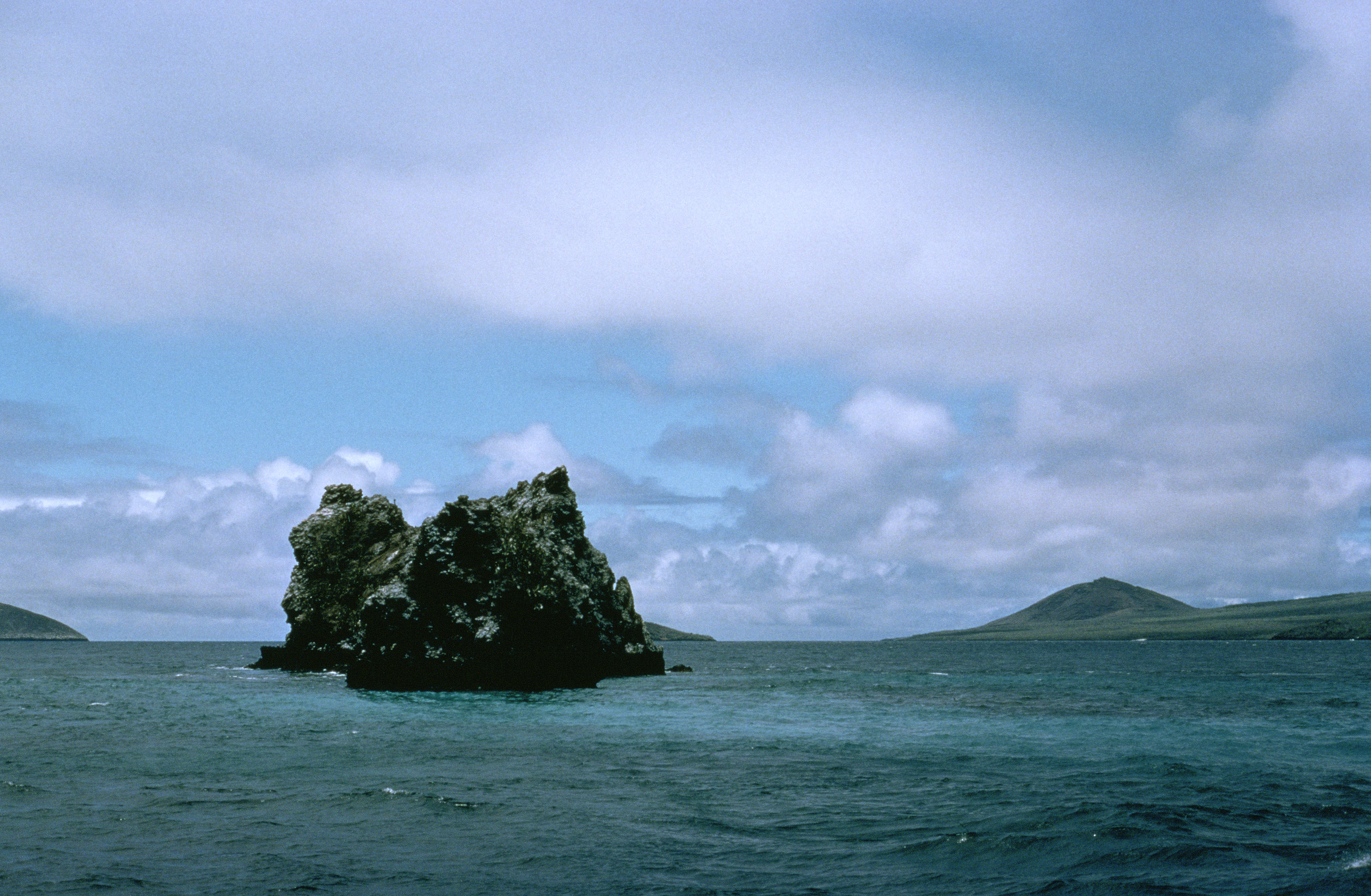
Escolho de corais